# Charlotte Hornets 1989-1990
La stagione 1989-90 dei Charlotte Hornets fu la 2ª nella NBA per la franchigia.
I Charlotte Hornets arrivarono settimi nella Midwest Division della Western Conference con un record di 19-63, non qualificandosi per i play-off.

## Roster
| N° | Naz.                   | Ruolo | Sportivo         | Anno | Alt. | Peso |
| -- | ---------------------- | ----- | ---------------- | ---- | ---- | ---- |
| 1  | Stati Uniti (bandiera) | G     | Muggsy Bogues    | 1965 | 160  | 62   |
| 3  | Stati Uniti (bandiera) | G     | Rex Chapman      | 1967 | 193  | 84   |
| 6  | Stati Uniti (bandiera) | G     | Michael Holton   | 1961 | 193  | 84   |
| 7  | Stati Uniti (bandiera) | GA    | Kelly Tripucka   | 1959 | 198  | 100  |
| 10 | Stati Uniti (bandiera) | G     | Andre Turner     | 1964 | 180  | 73   |
| 11 | Stati Uniti (bandiera) | G     | Ralph Lewis      | 1963 | 198  | 91   |
| 12 | Stati Uniti (bandiera) | G     | Jerry Sichting   | 1956 | 185  | 76   |
| 23 | Stati Uniti (bandiera) | A     | Terry Dozier     | 1966 | 206  | 95   |
| 24 | Stati Uniti (bandiera) | G     | Micheal Williams | 1966 | 188  | 79   |
| 30 | Stati Uniti (bandiera) | G     | Dell Curry       | 1964 | 193  | 86   |
| 31 | Stati Uniti (bandiera) | GA    | Randolph Keys    | 1966 | 201  | 88   |
| 31 | Stati Uniti (bandiera) | A     | Kurt Rambis      | 1958 | 203  | 97   |
| 32 | Stati Uniti (bandiera) | A     | Brian Rowsom     | 1965 | 206  | 100  |
| 33 | Stati Uniti (bandiera) | AC    | Kenny Gattison   | 1964 | 203  | 102  |
| 34 | Stati Uniti (bandiera) | A     | J.R. Reid        | 1968 | 206  | 112  |
| 35 | Stati Uniti (bandiera) | AC    | Richard Anderson | 1960 | 208  | 109  |
| 42 | Stati Uniti (bandiera) | AC    | Dave Hoppen      | 1964 | 211  | 107  |
| 45 | Stati Uniti (bandiera) | AC    | Armon Gilliam    | 1964 | 206  | 104  |
| 50 | Stati Uniti (bandiera) | GA    | Robert Reid      | 1955 | 203  | 93   |
| 55 | Panama (bandiera)      | AC    | Stuart Gray      | 1963 | 213  | 107  |

## Staff tecnico
- Allenatori: Dick Harter (8-32) (fino al 31 gennaio)[1], Gene Littles (11-31)
- Vice-allenatori: Ed Badger, Gene Littles (fino al 31 gennaio), Mike Pratt (dal 2 febbraio)